# Jacob von der Lippe Parelius

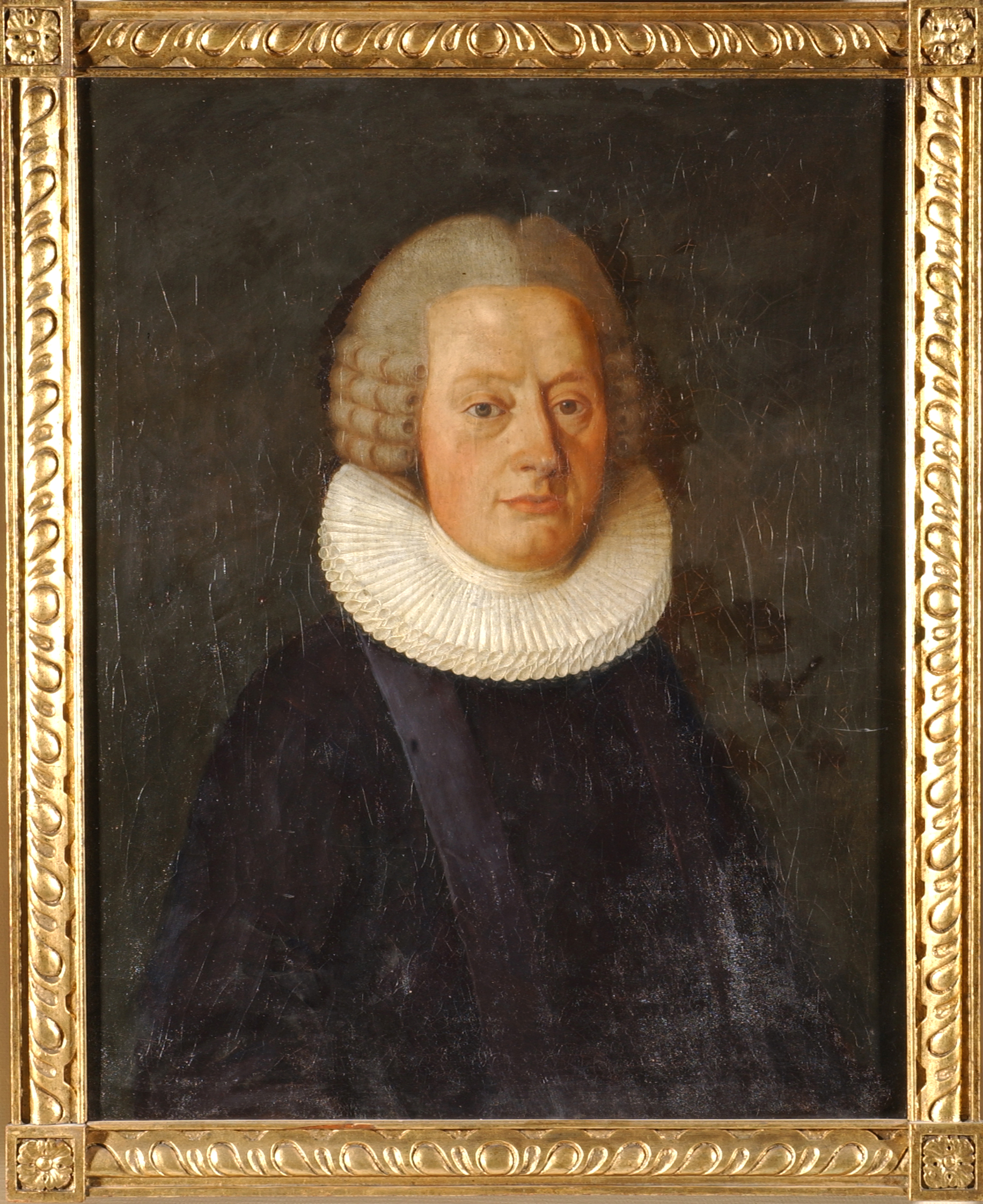
Jacob von der Lippe Parelius (um 1800)

Jacob von der Lippe Parelius, auch Jacob Parelius, (* 4. Mai 1744 in Hopsjø auf der Insel Hitra; † 25. September 1827 in Meldal) war ein norwegischer evangelisch-lutherischer Theologe, botanischer Zeichner, Sekretär der Norwegischen Akademie der Wissenschaften, Kaplan und Begründer der Bürgerlichen Realschule in Trondheim, zuletzt langjähriger Pfarrer, Büchersammler und Bauherr in der Pfarre Meldal im Trøndelag.

## Familie
Jacob von der Lippe Parelius entstammt zwei alten norwegischen Familien. Sein Vater Rasmus Rosing Parelius (1708–1780) war der Urenkel von Jørgen Hansen Parelius (1578–1658), Pfarrer von Sparbu in Steinkjer und Stammvater einer noch heute lebenden Familie. Parelius ist die Übersetzung des Ortsnamens Solnør (in Ørskog) ins Griechische (Sol-nør = Sonnen-Nähe = Para-Helios). Rasmus Rosing Parelius stammte aus Sørvalen und war Kaufmann in der Handelsstedet Hopsjø, eines 1730 gegründeten Handelsplatzes auf der Insel Hitra, von dem aus ein reger Warenaustausch bis nach Frankreich und Spanien stattfand.
Jacobs Vater Rasmus hatte 1743 in zweiter von drei Ehen Dorothea von der Lippe geheiratet. Ihr Ururgroßvater Jacob von der Lippe († 1702) war im 17. Jahrhundert von Bremen nach Bergen eingewandert, wo er und seine Nachfahren zumeist als Kaufleute oder Geistliche tätig waren. Die verzweigte nicht-adelige Familie – von der Lippe verweist auf die westfälische Herkunft – hat in mehr als drei Jahrhunderten etliche prominente Vertreter hervorgebracht und mehrere mit dem Namen Jacob, wie z. B. im 19. Jahrhundert einen Bischof von Kristiansand. Einen Sohn nach dem vollen Namen des Großvaters oder eines älteren Verwandten mütterlicherseits zu benennen, war im Norwegen des 18. Jahrhunderts nicht unüblich. Jacob von der Lippe Parelius war das einzige Kind aus dieser kurzlebigen Ehe. Seine Mutter starb bereits 1746. Vier Halbgeschwister stammten aus der ersten, fünf aus der dritten Ehe seines Vaters.
Als 31-Jähriger, im Besitz einer festen Anstellung als Kaplan in Trondheim, heiratete Jacob von der Lippe Parelius am 26. September 1775 Margrethe Schjødt Mørch (* 16. November 1753 in Trondheim; † 26. März 1824), Tochter von Jens Mørch und Anna Benedicte Leth. Sie hatten sechs Kinder:
- Rasmus Brochmann Parelius (* 1775) übernahm den großväterlichen Handel in Hopsjø und hatte vier Kinder.
- Jens Mørch Parelius (* 1776) starb 1809 in Batavia (Jakarta) am Gelbfieber.
- Dorothea von der Lippe Parelius (* 1779) heiratete den Pfarrer Jonas Frost und hatte neun Kinder.
- Jacob von der Lippe Parelius (* 1782) übernahm das Pfarramt seines gleichnamigen Vaters und hatte vierzehn Kinder.
- Margrethe Schjødt Mørch Parelius (* 1784) heiratete Fredrik Nannestad und gebar nur einen Sohn.
- Anneus Benedictus Leth Parelius (* 1789) wurde Kaufmann in Søndmøre und starb wie Jens mit circa 30 Jahren.

## Karriere

### Student in Kopenhagen und Amanuensis in Trondheim

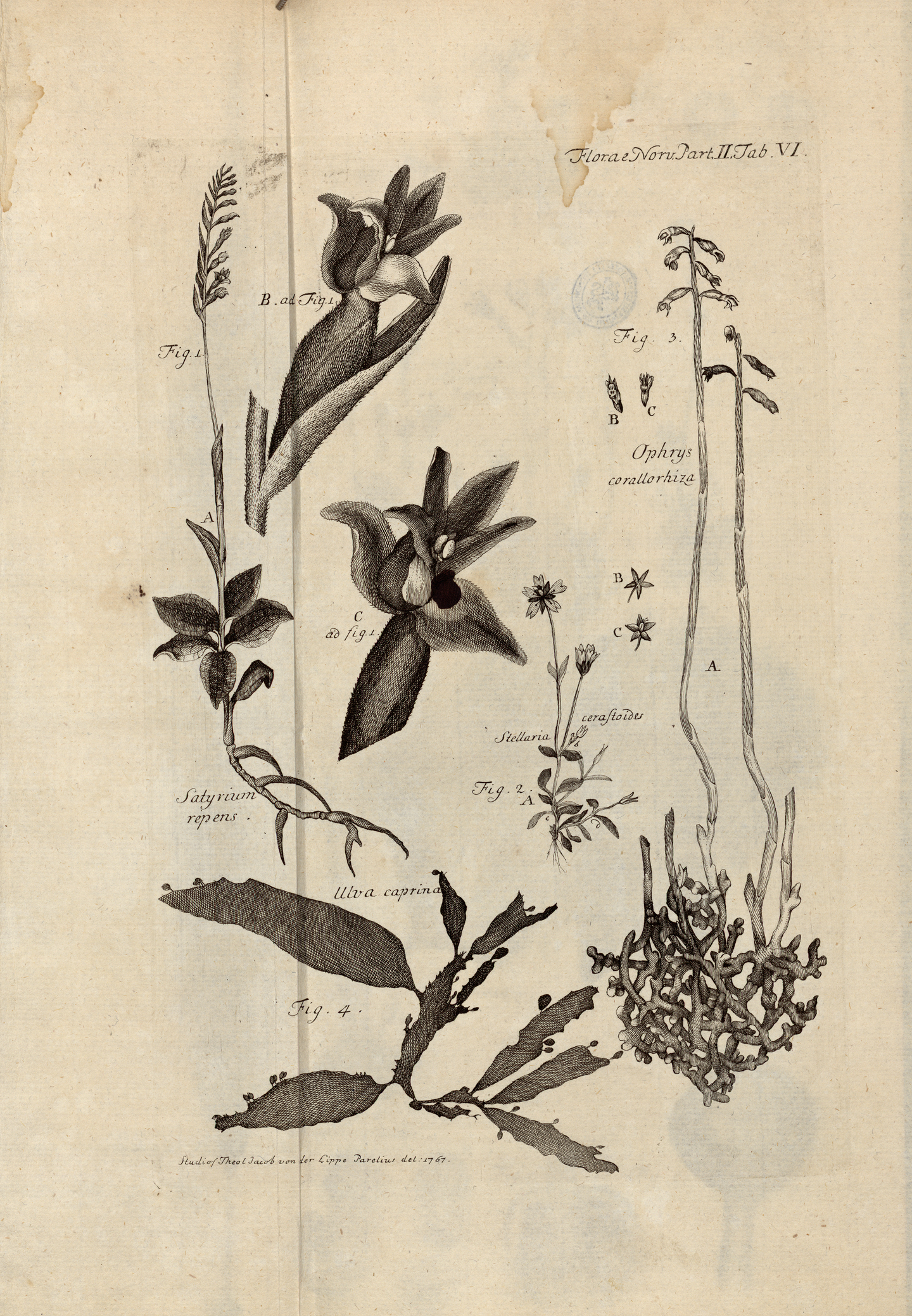
Zeichnung von Jacob von der Lippe Parelius aus der Flora Norvegica (1766–1774) von Johan Ernst Gunnerus

Jacob von der Lippe Parelius absolvierte 1762 die Domschule Trondheim und inskribierte sich anschließend für das Theologiestudium an der Universität Kopenhagen. Die Studienzeit hatte der Vater auf zwei Jahre begrenzt. 1764 bestand er das Examen zum Kandidaten der Theologie nur knapp. Außer den theologischen hörte er auch ökonomische, mineralogische und botanische Vorlesungen, die letzteren bei Georg Christian Oeder, Rotbøl Friis und dem kräuterkundigen Pfarrer Tyrholm, dessen Lehrveranstaltungen im botanischen Garten stattfanden.
Der junge Student der Theologie (stud. theol.) wurde 1766 vom Trondheimer Bischof Johan Ernst Gunnerus (1718–1773) als Amanuensis eingestellt, wie damals ein Sekretär bezeichnet wurde, an den höhere Ansprüche gestellt wurden. Gunnerus hatte mit zwei Freunden 1760 die wissenschaftliche Vereinigung Det Trondhiemske Selskab (Trondheimer Gesellschaft) gegründet und war nun mit der Herausgabe seiner Flora Norvegica beschäftigt, der ersten und für hundert Jahre einzigen Flora Norwegens. Die beiden Foliobände erschienen 1766 bzw. 1772 und enthielten die lateinischen Beschreibungen von 1118 Pflanzenarten. Jacob von der Lippe Parelius, der Lieblingszeichner seines Dienstherrn, begleitete diesen 1767 bei der Visitationsreise nach Magerøya in Finnmark. Er zeichnete einige Tafeln mit Pflanzenabbildungen für die Flora Norvegica, die er mit seinem Namen signierte. Ob er auch einige oder alle von den unsignierten Tafeln entwarf, „wissen wir nicht mit Sicherheit“. Auch für die Flora Danica seines ehemaligen Lehrers Georg Christian Oeder soll er Zeichnungen angefertigt haben.
Nach Parelius’ Behauptung war er es, der Gunnerus vorschlug, die Trondhiemske Selskab in „eine richtige wissenschaftliche Gesellschaft mit einem Naturalienkabinett“ umzuwandeln, und dass „der Bischof den Vorschlag billigte und daraufhin mit großem Erfolg ausführte.“ 1767 wurde Det Kongelige Norske Videnskabers Selskab (Königlich Norwegische Wissenschaftliche Gesellschaft), kurz DKNVS, vom König bestätigt. Ihre heute nach Gunnerus benannte wissenschaftliche Bibliothek ist die älteste Norwegens.
Jacob von der Lippe Parelius wurde Mitglied der Gesellschaft und auch als inspektør (Inspektor) und Zeichner des Naturalienkabinetts angestellt. 1768 wurden seine mit eigenen Zeichnungen illustrierten Aufsätze Om Graa-Falken og Slagørnen eller Skiorvingen (Über den Graufalken und den Steinadler) und Beskrivelse over nogle Korstrold (Beschreibung einiger Seesterne) im 4. Teil der DKNVS-Schriftenreihe veröffentlicht. Der Band enthält Beschreibungen von Fischen, Vögeln, Algen, Korallen und Seesternen, die meisten von Gunnerus. Parelius nannte einen der von ihm beschriebenen Seesterne Asterias phrygiana. Heute heißt dieser Seestern Hippasterias phrygiana und Parelius ist sein offizieller Namensgeber.

### Armenfürsorge und Schulwesen in Trondheim

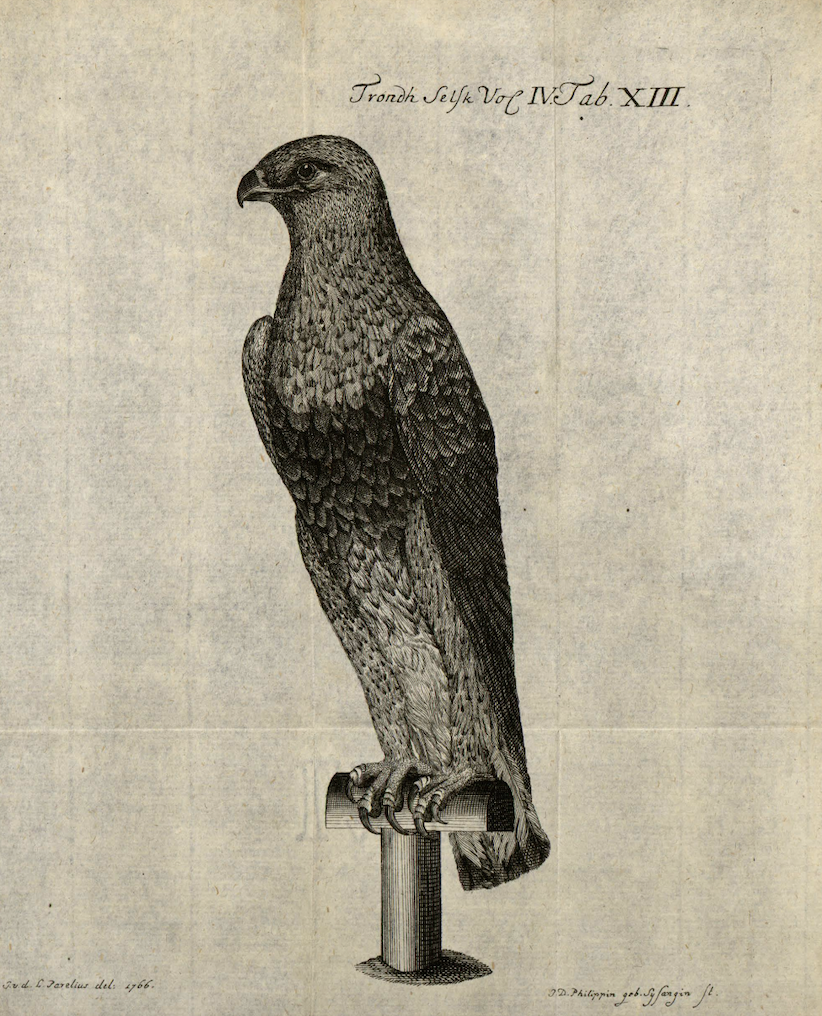
Illustration von Jacob von der Lippe Parelius, datiert 1766, zu dem Artikel Om Graa-Falken og Slagørnen eller Skiorvingen. (Über den Graufalken und den Steinadler)

Nach dem Tod von Gunnerus 1773 wurde Jakob von der Lippe Parelius von dessen Nachfolger Marcus Fredrik Bang als Amanuensis übernommen, konnte aber bald ein kirchliches Amt erlangen. 1774 wurde er Notarius Capituli (Sekretär des Domkapitels) und Kaplan an der Vår Frue Kirke (Liebfrauenkirche) in Trondheim, „wo er sich besonders um die Organisation des Schulwesens und die Armenfürsorge verdient machte.“
Er wandelte die Fattigskoler (Armenschulen) in Friskoler (Freie Schulen) um. Die Fattigskoler waren die durch königliches Dekret von 1719 gegründeten ersten öffentlichen Schulen in Norwegen, die von der Gemeinde geführt wurden und Kindern aus armen Familien und Waisenkindern vorbehalten waren. Friskoler hatten größeren rechtlichen und finanziellen Spielraum; sie waren Privatschulen, die von staatlichen Beihilfen und privaten Wohltätern finanziert wurden. Zur Bekämpfung der Bettelei gründete Parelius 1788 eine Arbeidsanstalt (Arbeitshaus) – die heutige Kong Carl Johans Arbeidsstiftelse –, „und auch der Bau des Krankenhauses ist ihm zu verdanken. Die Mittel für diese Maßnahmen stammten aus den Zuschüssen von Thomas Angell“ (1692–1767), einem aus Trondheim stammenden Philanthropen.
1778 entwarf er einen Plan zur Gründung der Trondhjems Borgerlige Realskole, die erste moderne Bürgerschule in Skandinavien und auch die erste Höhere Mädchenschule in Norwegen, und brachte die Erben des Kaufmanns Hilmar Meincke dazu, dieses Vorhaben mit 4000 Reichstalern zu unterstützen. Zur Eröffnung der Schule am 28. Januar 1783 beschrieb er deren Prinzipien und Organisationsform: Unterricht wurde gegeben in Religion, Schreiben, Mathematik, Geschichte, Geografie und Zeichnen. Deutsch wurde in der ersten und zweiten Klasse, Englisch in der zweiten und dritten Klasse, Französisch in der dritten Klasse unterrichtet. Die Schüler besuchten jede Klasse zwei Jahre lang, wobei die Mädchen mittwochs und samstags unterrichtet wurden und die Jungen an den anderen Wochentagen. Wenngleich der Unterricht für Mädchen kürzer bemessen war, ist die Wertschätzung weiblicher Bildung für diese Zeit bemerkenswert: „Wir konnten auch nicht glauben, dass die Frau (…) sich nur für die mühsamen Aufgaben der Küche oder die leeren Beschäftigungen der Eitelkeiten bestimmt sehen sollte und deshalb die Wissenschaften und Künste (…) nicht schätzen und pflegen sollte.“ Der Zeichenunterricht durch Johan Jørgen Lyng (1756–1793) war auf hohem Niveau und die Schule nahm auch Schüler auf, die nur diesen besuchten.
Jacob von der Lippe Parelius wurde 1786 sekretær in jener DKNVS, die ihn zwanzig Jahre zuvor als Zeichner angestellt hatte. Mit dieser einflussreichen Position, die er bis 1793 innehatte, konnte er sein Beziehungsnetzwerk dichter knüpfen.

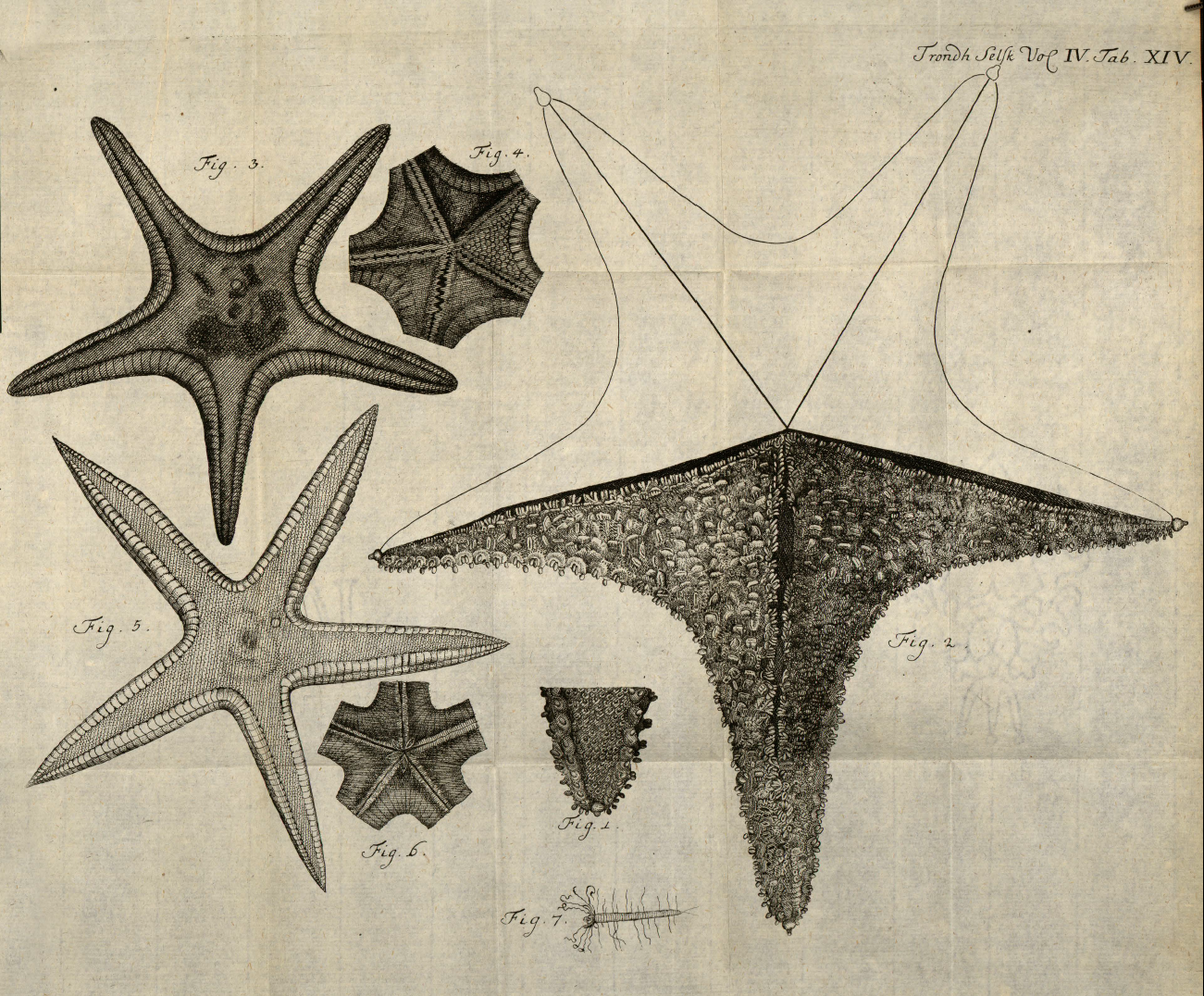
Illustration von Jacob von der Lippe Parelius zu dem Artikel Beskrivelse over Nogle Korstrold. (Beschreibung einiger Seesterne)

Zum Amt des Kaplans an der Vår Frue Kirke gehörte auch die Verantwortung für einen Bauernhof in Nardo (heute ein vornehmes Wohnviertel in Trondheim). Damals musste Parelius feststellen, dass „alle Häuser baufällig und das ganze Land mit Wald überwuchert war und der ganze Hof praktisch verwaist war.“ Er kümmerte sich tatkräftig um die Sanierung des Hofes, der zwanzig Jahre später (1799) 240 Fässer Getreide, 400 Fässer Kartoffeln, 60 Fässer Rotkohl, 170 Kubikmeter Hopfen und 306 Ladungen Heu lieferte. Auf dem Hof gab es 32 Milchkühe und sieben Pferde. Diese Leistungen wurden von seinen Zeitgenossen durchaus wahrgenommen und kommentiert: „Er war ein außerordentlich sachkundiger und unternehmungslustiger Landwirt, der sowohl den Capellangaard von Frau Capellani als auch Meldals Praestegaards Weg stark verbessert hat.“

### Pfarrstelle in Meldal
1793 kam es zu einem Bruch im Leben von Jacob von der Lippe Parelius. Nach 27 Jahren in Trondheim war er der Stadt überdrüssig und bewarb sich um eine freie Pfarrstelle. Am 20. Dezember 1793 trat er das Amt als Gemeindepfarrer von Meldal an. Ursache für den Wechsel war seine Überzeugung, dass seine Leistungen für die DKNVS und die Realskole von der Öffentlichkeit zu wenig gewürdigt worden seien. Dies geht aus seiner Autobiografie und der von seiner Urenkelin Hanna Wille verfassten Familienchronik hervor. Auch objektiv betrachtet stand er in der DKNVS im Schatten von Johan Ernst Gunnerus, Gerhard Schøning und Peter Frederik Suhm und in der Schule war Laurids Smith als deren Leiter prominenter. Der Anlass für Parelius war aber, dass ihm bei der Neubesetzung des Pfarramtes an der Vår Frue Kirke der bekannte topographische Schriftsteller Hans Jakob Wille vorgezogen worden war.
In Meldal, wo er fast 25 Jahre Gemeindepfarrer war, erwarb Parelius sich den Ehrennamen Den vise Pareli (Der weise Pareli). Das Pfarrhaus Meldal, auch Grøtte genannt, wurde in der Mitte des 18. Jahrhunderts von Georg Arentz errichtet, das gesamte Anwesen erstreckte sich über mehrere Hektar. Jacob von der Lippe Parelius baute diesen Pfarrhof zu einer prächtigen Anlage mit 23 Gebäuden aus und ließ einen Barockgarten mit Pavillon und Alleen, Kirschbäumen und Beerenhecken anlegen. Er ließ 300 Morgen Land roden, von denen er einen Teil Margrethehaugen nannte, nach seiner Ehefrau. Gemäß der Volkszählung 1801 lebte er mit seiner Frau, den drei jüngsten Kindern Jacob, Margrethe und Anneus, der unverheirateten Schwägerin Magdela Mørch und zahlreichen Hausangestellten, Knechten und Mägden, insgesamt 70 Personen, verteilt auf zehn Häuser. 1816 bezahlte er 25 speciedaler sølv (Silbertaler) als einmalige Vermögensabgabe (den sogenannten Sølvskatten für den Aufbau der neugegründeten Norwegischen Nationalbank), was einen beträchtlichen Wert darstellte.

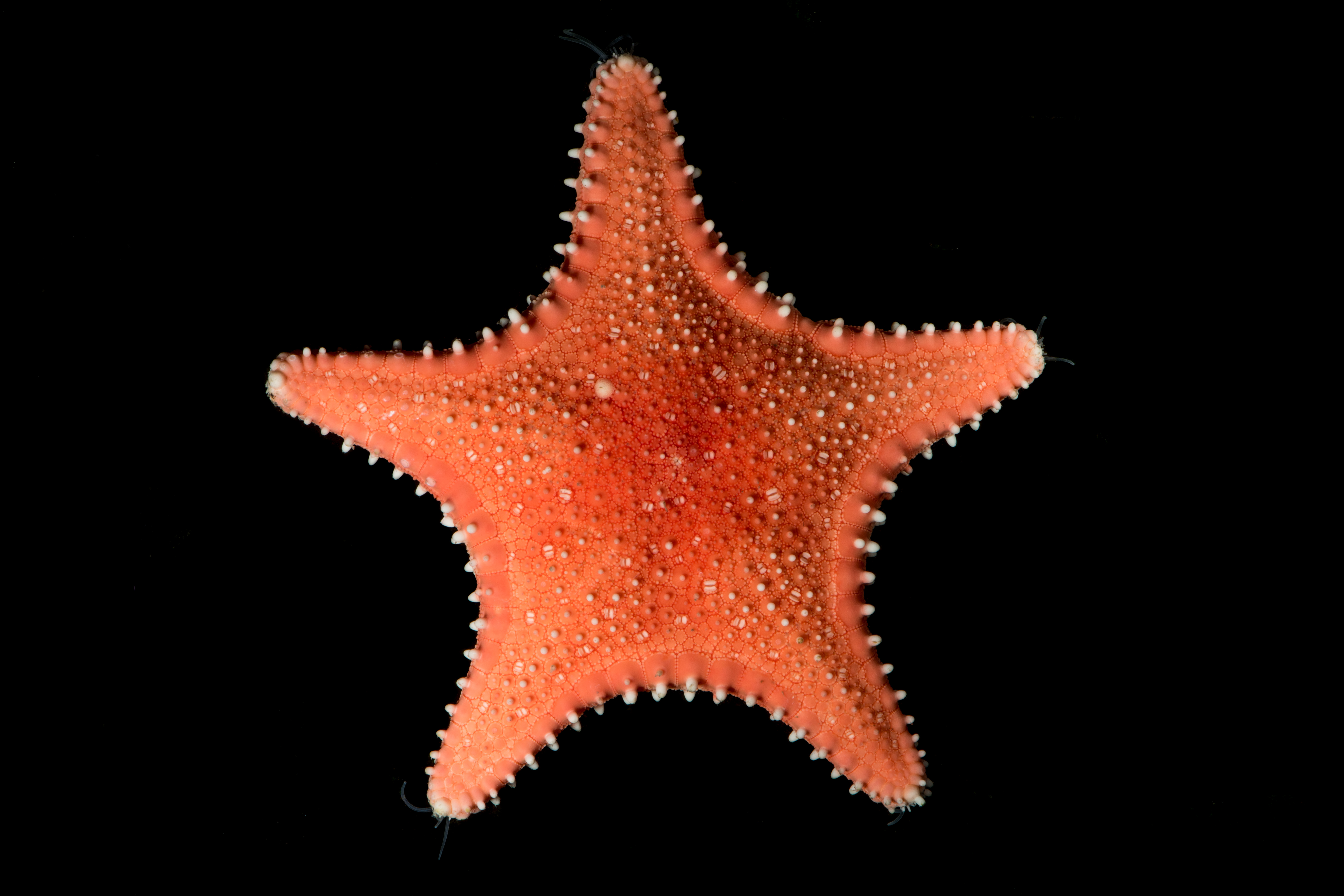
Hippasteria phrygiana (Parelius, 1768)

Die von ihm im Pfarrhaus eingerichtete Bibliothek umfasste mehr als 1200 Bücher (hauptsächlich in lateinischer Sprache), wobei die ältesten aus der zweiten Hälfte des 16. Jahrhunderts datierten, 270 Landkarten von allen Teilen der Welt sowie 100 Stiche, die zum Teil aus Buffons Histoire naturelle, générale et particulière stammten. Nach Parelius’ Tod wurde die gesamte Bibliothek im März 1833 in Trondheim versteigert. Im Auktionskatalog sind alle Werke detailliert nachgewiesen.
Das Pfarrhaus steht heute unter Denkmalschutz und wird von der staatlichen Stiftung Opplysningsvesenets fond betreut, der dazugehörige Bauernhof wird in Pacht bewirtschaftet.
Von 1801 bis 1814 war Jacob von der Lippe Parelius auch Propst im Dekanat Dalernes (heute auf Gauldal, Orkdal und Strinda aufgeteilt). Am 28. Januar 1813 wurde er zum Ritter des Dannebrogorden ernannt. Am 26. Oktober 1818 trat er von seinem Amt zurück. In den letzten Jahren seines Lebens war er erblindet.

## Werke
- Om Graa-Falken og Slagørnen eller Skiorvingen. (Über den Grauen Falken und den Kampfadler oder Skiflügel) (Digitalisat) In: Det Kongelige Norske Videnskabers Selskabs Skrifter. Fierde Deel. Med Kobbere. Kiøbenhavn, 1768.[10]
- Beskrivelse over Nogle Korstrold. (Beschreibung einiger Seesterne) (Digitalisat). In: Det Kongelige Norske Videnskabers Selskabs Skrifter. Fierde Deel. Med Kobbere. Kiøbenhavn, 1768.[10]
- Kort Underretning om den i Tronhjem oprettede, og Kongelig allernaadigst confirmerede Borgerlige Skole som paa Hans kongelige Højheds Kronprintses [sic] Friderichs høje Fødsels Dag den 28de Januarii 1783 højtideligen bliver aabnet. (Kurze Mitteilung über die in Tronhjem errichtete und vom Königlichen Geheimen Rat bestätigte Bürgerschule, die am 28. Januar 1783, dem hohen Geburtstag Seiner Königlichen Hoheit Kronprinz [sic] Friderich, feierlich eröffnet werden soll.) Trykt hos Ane Frideriche Sl. Vindings Esterleverske, Trondheim 1783. (Digitalisat)
- Autobiographie aus dem Jahr 1801, handgeschrieben im Kallsbok des Pfarramts Meldal. Aufbewahrt im Staatsarchiv in Trondheim.

## Weblinks

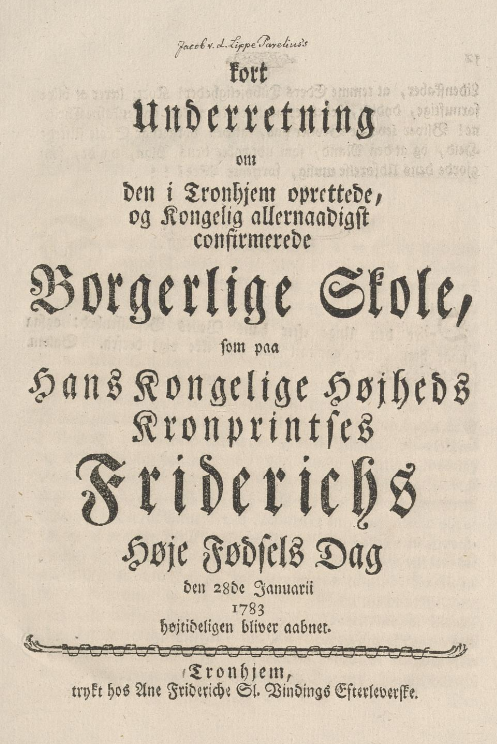
Titelblatt von: Jacob von der Lippe Parelius: Kort Underretning om den i Tronhjem oprettede, og Kongelig allernaadigst confirmerede Borgerlige Skole …, 1783